# 新川 (馬込川水系)
新川（しんかわ）は、静岡県浜松市中央区を流れる河川。馬込川水系に属する二級河川、準用河川である。

## 地理

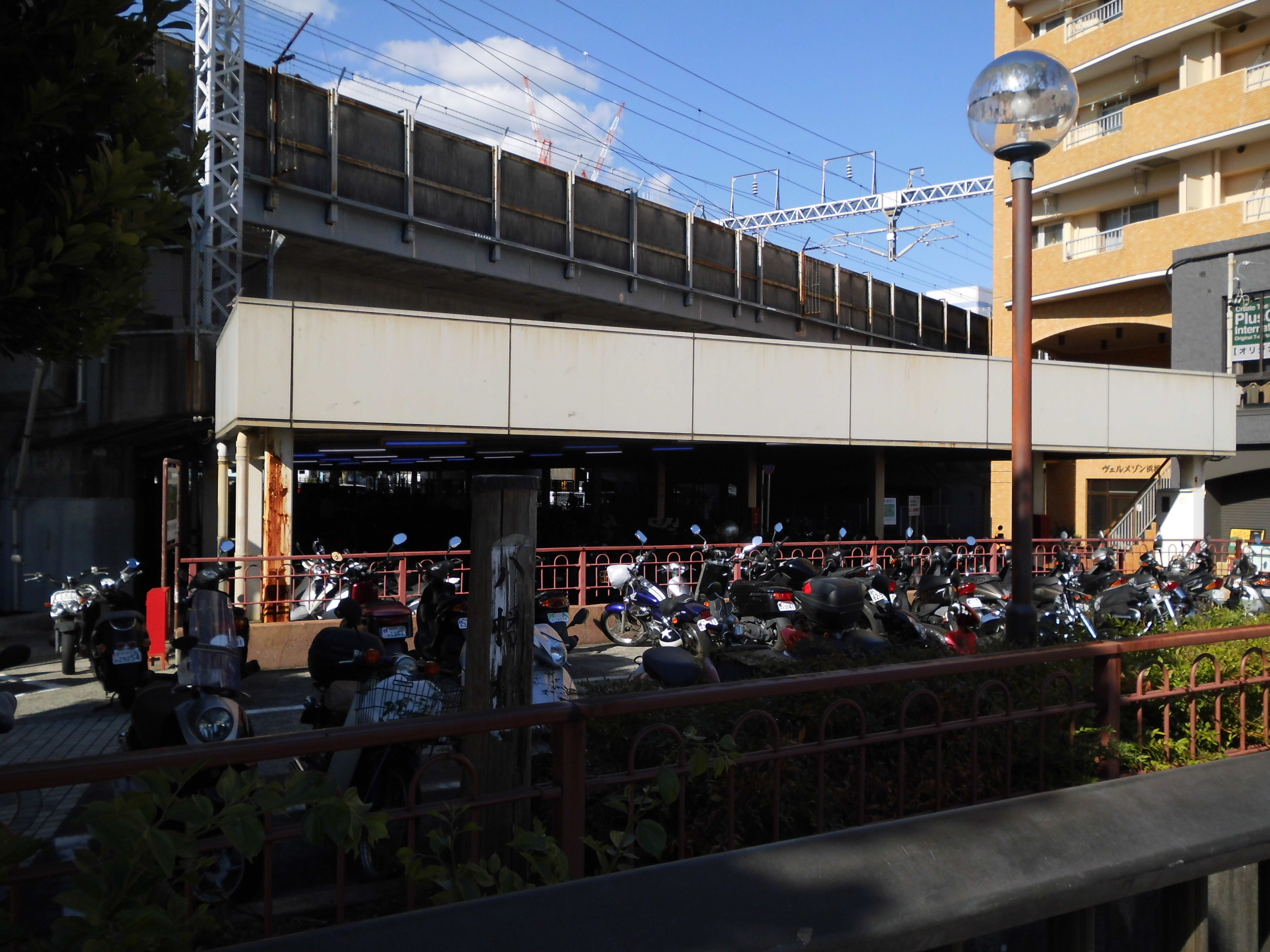
新幹線高架下で暗渠化・駐輪場化された新川の八幡橋

浜松市中央区の住吉一丁目〜城北を起点とし、下池川町・北田町・早馬町・砂山町・寺島町などを通って馬込川に注ぐ。
早馬町より先、遠州鉄道鉄道線高架下は暗渠となっており、駐車場や駐輪場の他、静岡県警新川交番・2代将軍徳川秀忠誕生の井戸・べんがら横丁（ラーメン街）・新浜松駅高架下の遠鉄百貨店 別館  UP-ON（百貨店）などがある。また、当該部分には遠州病院駅・第一通り駅・新浜松駅が立地する。鉄道線の終点である新浜松駅よりさらに南下し砂山町の永代通りに架かる八幡橋を超えると浜松市営駅南駐車場があり、一本南の橋（海老塚二丁目と砂山町の境目の橋）まで駐車場が続き橋を以て暗渠は終了となる。
暗渠を出ると川は寺島町を通り浅田町に続く。浅田町に入ってしばらくすると、馬込川と合流するが、ここが新川の終点である。